# Стрельба в Колорадо-Спрингс
Инцидент со стрельбой в Колорадо-Спрингс (штат Колорадо, США) произошёл днём 27 ноября 2015 года. 57-летний Роберт Льюис Диар, вооружённый огнестрельным оружием, совершил нападение на Центр планирования семьи, принадлежащий некоммерческой организации Planned Parenthood, а затем вступил в перестрелку с прибывшими на место происшествия полицейскими. Спустя несколько часов противостояния силовики приступили к штурму здания, после чего нападавший сдался. В результате атаки погибло трое человек, в том числе один сотрудник полиции, ещё 9 получили ранения различной степени тяжести.
В ходе следствия удалось установить, что Диар был ярым противником абортов, а совершил нападение на Центр планирования семьи потому, что в нём производились операции такого рода. На суде преступник признал свою вину и заявил, что «сражался за детей». Проведённая психиатрическая экспертиза установила невменяемость Диара; 11 мая 2016 года он был признан временно не подлежащим суду в силу недееспособности и направлен на принудительное лечение.
Атака привлекла внимание американской общественности к сложившимся в стране противоречиям относительно проблемы абортов. Также в очередной раз на высшем уровне был поднят вопрос о необходимости расширения контроля над боевым оружием.

## Предпосылки
Planned Parenthood Federation of America (PPFA) или Planned Parenthood — американская некоммерческая организация, крупнейший поставщик услуг в области репродуктивного здоровья, включая услуги по искусственному прерыванию беременности. Была основана в 1916 году медсестрой и общественным деятелем Маргарет Сэнгер в Бруклине, Нью-Йорк. По состоянию на конец 2015 года имела 59 филиалов и 700 клиник на всей территории США.
Planned Parenthood неоднократно подвергалась критике со стороны представителей движений против абортов, консерваторов и религиозных деятелей. В первой половине 2015 года в американском обществе развернулись бурные дискуссии вокруг нескольких видеозаписей, на которых якобы содержались доказательства того, что PPFA, нарушая законодательство, продаёт абортивный материал для медицинских исследований. «После появления хорошо отредактированных и вводящих в заблуждение видео мы зафиксировали беспрецедентный рост ненависти и угроз по отношению к Planned Parenthood. Мы боялись, что в конце концов это приведет к насилию, свидетелями которого мы стали сегодня», — рассказывали в организации после инцидента со стрельбой в городе Колорадо-Спрингс.
В самом Колорадо-Спрингс, расположенном в восточной части штата Колорадо, противники абортов неоднократно бойкотировали деятельность местного Центра планирования семьи Planned Parenthood. Из соображений безопасности учреждение переехало в новое здание, которое прозвали «фортом», поскольку оно было хорошо защищено от демонстрантов.

## Личность преступника

Роберт Льюис Диар

Роберт Льюис Диар-младший (англ. Robert Lewis Dear, Jr.) родился 16 апреля 1958 года в Чарлстоне, штат Южная Каролина, вырос в Луисвилле, штат Кентукки. Его отец, Роберт Льюис Диар-старший, служил в Военно-морских силах США в годы Второй мировой войны, а затем 40 лет работал в компании по производству табака Liggett & Myers Tobacco Company.
Диар получил образование в колледже Мидвестерн (штат Айова), вёл замкнутый образ жизни и подрабатывал независимым арт-дилером. Некоторое время он жил в горах Северной Каролины, где соорудил небольшую хижину. Незадолго до событий со стрельбой мужчина перебрался в город Хартсел в Колорадо, где жил в трейлере на участке земли, купленном за 6 тысяч долларов. Люди, общавшиеся с Робертом, описывали его как скрытного и нелюдимого человека, речь которого отличалась крайней бессвязностью; Джеймс Расселл, живший по соседству с Диаром в Северной Каролине, отмечал, что тот был малообщителен и избегал смотреть в глаза собеседнику.
Диар был дважды женат. В первый раз он женился в декабре 1979 года на женщине по имени Кимберли Энн Диар, которая в 1980 году родила от него сына Мэтью. Через три года супруги расстались, однако развод был официально оформлен лишь в сентябре 1985 года. Спустя три месяца после расторжения брака Диар женился на Барбаре Энн Мэшер, но их отношения не заладились: в ноябре 1986 года у Роберта и его бывшей жены родился сын Эндрю, а в 1990 году сына от мужчины родила Памела Росс, ставшая впоследствии его третьей женой. Помимо многочисленных внебрачных связей, ситуацию усугубляли финансовые трудности, всё это в конечном счёте привело к тому, что Барбара и Роберт расстались; их развод был окончательно оформлен в июне 1994 года. В браке с Памелой Росс прожил до ноября 2001 года.
У Диара неоднократно возникали проблемы с законом. В мае 1991 года он был арестован и осуждён в Чарлстоне за незаконное ношение холодного оружия и владение заряженным оружием. 29 ноября 1992 года, по словам второй жены мужчины, он изнасиловал её, угрожая ножом. По факту произошедшего было возбуждено дело, однако какие-либо обвинения Диару предъявлены не были. В 1997, согласно полицейским документам, Роберт напал на свою третью жену, однако конфликт закончился примирением. В 2003 году Диар был арестован и обвинён по двум пунктам в жестоком обращении с животными, но виновным в суде признан не был.
В судебных документах при разводе вторая жена Диара указала, что мужчина относил себя к евангельским христианам, но не «следовал Библии в своих действиях», а считал, что до того момента, как он будет спасён, может делать всё, что ему угодно. Знавшие Роберта люди отмечали, что он был противником абортов, а также считал себя членом террористической организации «Армия Бога», совершившей несколько атак против клиник, проводящих такие операции.

## Ход событий
Утром 27 ноября 2015 года Диар, вооружённый полуавтоматической винтовкой, на своём автомобиле приехал к зданию Центр планирования семьи, принадлежащему Planned Parenthood. По словам сотрудников клиники, первые выстрелы раздались ещё снаружи. «Он смотрел прямо мне в лицо; он целился в мою голову. Я видел это в его глазах… холодное каменное лицо», — вспоминал 61-летний Ози Ликано, пострадавший при нападении. Преступник открыл огонь по автомобилю Ликано, когда тот находился в нём, в результате чего мужчина был ранен осколками лобового стекла.
В службу 911 первый сигнал о стрельбе поступил примерно в 11:38 (MST); нападавший был описан как человек с длинноствольным оружием и охотничьим снаряжением. Первые прибывшие на место происшествия полицейские были атакованы Диаром при попытке подойти к зданию, в ходе завязавшейся перестрелки преступнику удалось убить одного и ранить нескольких силовиков.
К месту стрельбы в кратчайшие сроки прибыли десятки местных полицейских, агенты Федерального бюро расследований, медики, пожарные, а также сотрудники офиса шерифа округа Эль-Пасо, при этом агенты ФБР в Вашингтоне, как сообщила газета The New York Times, были «застигнуты врасплох» и в течение нескольких часов после нападения имели мало информации о произошедшем. Дороги к Центру были перекрыты, началась эвакуация не успевших ранее покинуть Центр людей. Некоторые сотрудники и пациенты клиники укрылись в комнатах безопасности, которые были специально оборудованы в здании на случай различных угроз. Жильцы близлежащих домов эвакуированы не были, однако их попросили не выходить на улицу, а посетителям расположенного рядом торгового центра было приказано оставаться внутри до окончания силовой операции. По сообщениям СМИ, к силовикам с предложением помочь обратился местный житель с пистолетом и в жилете с боеприпасами, однако офицеры приказали ему немедленно покинуть опасную зону.
Противостояние Диара и силовиков длилось несколько часов. За это время полицейским удалось подключиться к камерам внутри здания Центра, благодаря чему они смогли отслеживать перемещения преступника внутри, а также узнать, где находятся не эвакуировавшиеся сотрудники и пациенты клиники. Около 16:50 бойцы спецподразделения SWAT на бронированном автомобиле въехали в вестибюль здания, разбив два комплекта дверей, после чего Диар, оказавшийся в ловушке, поддался на уговоры полицейских сдаться и сложил оружие.
Примерно в 16:52 Диар был задержан. Силовики немедленно приступили к осмотру места происшествия, поскольку поступила информация, что мужчина, возможно, пронёс в здание Центра некие «опасные устройства». Был также произведён осмотр автомобиля преступника, по некоторым данным, вблизи рядом с ним были обнаружены баллоны с пропаном, которые, по мнению сотрудников правоохранительных органов, Диар намеревался взорвать.

## Погибшие и раненые
В результате нападения погибло трое человек: 44-летний полицейский Гарретт Суэйзи, 29-летний Ки’Аррэй Стюарт и 35-летняя Дженнифер Маковски.
- Гарретт Суэйзи родился 16 ноября 1971 года в Бостоне, штат Массачусетс. В молодости неоднократно участвовал в национальных чемпионатах по фигурному катанию и занимал призовые места, на момент инцидента со стрельбой служил в отделе полиции Университета Колорадо в Колорадо-Спрингс[англ.]. Был женат, являлся отцом двоих детей. Суэйзи одним из первых приехал на сигнал об атаке и погиб в перестрелке с Диаром[1].
- Ки’Аррэй Стюарт был ветераном войны в Ираке, в период с 2005 года по 2007 год служил на одной из главных военных баз США Форт-Худ, в течение короткого промежутка времени до ухода из армии 2013 году — на базе Форт-Карсон[17]. Был застрелен в тот момент, когда попытался забежать в здание Центра, чтобы предупредить находящихся там людей о стрелке[17].
- Дженнифер Маковски воспитывала двоих детей. В клинику женщина приехала, чтобы сопроводить друга[18].

Ранения различной степени тяжести получили 9 человек, в том числе 5 сотрудников полиции.

## Следствие и суд
В расследовании произошедшего были задействованы сотрудники Федерального бюро расследований и Бюро алкоголя, табака, огнестрельного оружия и взрывчатых веществ. Была проведена работа по установлению мотивов Диара, поскольку при задержании он дал «хаотичное интервью», в котором произнёс фразу «Больше никаких детских органов» и негативно высказался о действующем правительстве.
30 ноября 2015 года Диару было предъявлено обвинение, включающее в себя 179 пунктов, по некоторым из которых ему грозила смертная казнь. Мужчина, в тот момент находящийся в тюрьме округа Эль-Пасо, предстал перед судом по видосвязи, а после оглашения обвинения ответил судье, что у него нет вопросов. Диару был назначен общественный защитник — Дэниел Кинг, ранее выступавший в качестве адвоката Джеймса Холмса по делу о массовом убийстве в кинотеатре в городе Орора.
Дело рассматривалось в суде 4-го судебного округа штата Колорадо судьёй Гилбертом Мартинесом. 9 декабря 2015 года состоялось первое заседание, на котором подсудимый признал свою вину, однако раскаяния не высказал, был раздражителен и неоднократно повышал голос, разговаривая с Мартинесом. Мужчина настаивал, что «сражался за детей», аргументируя это тем, что атака была направлена против операций по искусственному прерыванию беременности, которые проводились в Центре планирования семьи, а также предложил судье учесть, сколько детей должны были, по его словам, погибнуть в результате проводимых в данной клинике абортов.
В ходе последующих слушаний Диар в резкой манере высказывал недовольство своим защитником, обвиняя его в сговоре с Planned Parenthood, и отказывался проходить психиатрическое освидетельствование. На заседании 23 декабря 2015 года подсудимый потребовал уволить своего адвоката и заявил, что хочет воспользоваться конституционным правом защищать себя самостоятельно. Судья, выслушав доводы Диара, направил его на психиатрическую экспертизу, где специалисты должны были определить, является ли он дееспособным, чтобы представлять себя в суде
11 мая 2016 года Диар был признан недееспособным и не подлежащим суду. Судья постановил, что судебное расследование необходимо приостановить до тех пор, пока обвиняемый не пройдет соответствующее психиатрическое лечение, причём если специалисты впоследствии сочтут его вменяемым, то процесс возобновится. Преступник на неопределённый срок был направлен в государственную психиатрическую лечебницу штата Колорадо

## Реакция
Президент США Барак Обама был проинформирован о произошедшем своим советником по национальной безопасности Лайзой Монако, а позже выступил с осуждением инцидента. «Это ненормально, и мы не можем позволить, чтобы это стало нормой <…> Хватит значит хватит», — заявил он. Обама, ранее не раз предлагавший ужесточить контроль над огнестрельным оружием в стране, в очередной раз призвал пересмотреть действующую оружейную политику:

Мы пока не знаем, что было так называемым мотивом, которым руководствовался этот вооруженный человек, начавший стрельбу из боевого оружия, убивший и ранивший 12 человек и захвативший заложников в клинике планирования семьи в Колорадо. Но мы знаем, что он убил полицейского при исполнении и двоих граждан, которых этот полицейский попытался защитить. Мы знаем, что сотрудники правоохранительных органов спасают людям жизнь. Это происходит каждый день по всей Америке. И мы знаем, что все большему числу американцев и их родных приходится бояться за свою жизнь.Оригинальный текст (англ.)We don’t yet know what this particular gunman’s so-called motive was for shooting 12 people, or for terrorizing an entire community, when he opened fire with an assault weapon and took hostages at a Planned Parenthood center in Colorado. What we do know is that he killed a cop in the line of duty, along with two of the citizens that police officer was trying to protect. We know that law enforcement saved lives, as so many of them do every day, all across America. And we know that more Americans and their families had fear forced upon them.

Генеральный прокурор США Лоретта Линч охарактеризовала атаку как «преступление против женщин, получающих услуги здравоохранения, правоохранительных органов, стремящихся защищать и служить и других невинных людей» и пообещала задействовать все ресурсы Министерства юстиции при расследовании произошедшего.
«Как и многие американцы, мы обеспокоены тем, что экстремисты создали условия, способствующие распространению терроризма в этой стране. Мы никогда не откажемся от оказания медицинских услуг в безопасных, благоприятных условиях людям, зависящим от этих услуг и доверяющих нам», — заявила руководитель местного отделения Planned Parenthood Вики Коуэрт.
Коуэрт, а также экс-губернатор штата Арканзас Майк Хаккаби назвали инцидент «формой внутреннего терроризма». Этот термин использовался защитниками права женщин на прерывание беременности и ранее: в октябре 2015 года сторонники движения NARAL начали распространять петицию, адресованную Министерству юстиции США, в которой предлагалось выделить в отдельную категорию участившиеся нападения на клиники, практикующие аборты. «Технически термин „внутренний терроризм“ отражает использование насилия против определенной категории граждан страны, чтобы повлиять на принимаемое ими решение. И мы потребовали выделить такую категорию еще до ужасного инцидента в Колорадо», — отметила вице-президент NARAL Саша Брюс.
Отреагировали на произошедшее кандидаты в президенты США: кандидат от Республиканской партии Дональд Трамп назвал Диара «маньяком», а кандидат от Демократической партии Хиллари Клинтон на своей странице в Twitter выразила солидарность с Planned Parenthood.